# Borure de chrome(III)
Le borure de chrome(III) est un composé chimique de formule CrB. C'est l'un des six borures binaires stables du chrome, les autres étant Cr2B, Cr5B3, Cr3B4, CrB2 et CrB4. Il s'agit d'une céramique ultraréfractaire (point de fusion voisin de 2 100 °C,), très dure (dureté Vickers de 21 à 23 GPa,), très résistante (résistance à la flexion de 690 MPa), et présentant une conductivité électrique et thermique comparable à celle de nombreux alliages métalliques,,. À la différence du chrome pur, le borure de chrome(III) est paramagnétique, avec une susceptibilité magnétique qui ne dépend que faiblement de la température,.
Le borure de chrome(III) peut être obtenu sous forme de poudre par diverses méthodes telles que la réaction directe de poudres des corps simples le constituant, la synthèse auto-propagée à haute température (SHS), réduction borothermique, et la croissance sous sel fondu. Le refroidissement lent de solutions d'aluminium fondu à des températures élevées a permis de faire croître de grands monocristaux pouvant atteindre 0,6 mm × 0,6 mm × 8,3 mm.
Le borure de chrome(III) cristallise dans le système orthorhombique (groupe d'espace Cmcm) caractérisé une première fois en 1951 puis confirmé ultérieurement sur des monocristaux. On peut se représenter la structure cristalline de ce matériau comme constituée de plaques de prismes NCr6 trigonaux partageant une face commune dans le plan a–c et qui sont empilées parallèlement à la direction cristallographique <010>. Les atomes de bore établissent des liaisons covalentes entre eux en formant des chaînes B–B– unidirectionnelles parallèles à la direction <001>. Les monoborures de métaux de transition  tels que ceux de vanadium VB, de niobium NbB, de tantale TaB et de nickel NiB partagent la même structure.